# Heylaertsia nudilineata
Heylaertsia nudilineata är en fjärilsart som beskrevs av George Francis Hampson 1893. Heylaertsia nudilineata ingår i släktet Heylaertsia och familjen säckspinnare. Inga underarter finns listade i Catalogue of Life.